# Жінки-агенти
«Жінки-агенти»  (фр. Les Femmes de l'ombre) — французький кінофільм 2008 року, історична драма, трилер, поставлений режисером Жаном-Полем Саломе з Софі Марсо у головній ролі. Кінострічка присвячена жіночому руху опору під час Другої світової війни та базується на реальних історичних подіях та особах. Події фільму розгортаються 1944 на території окупованої Франції, куди Луїз Дефонтен (Софі Марсо), агентка британської диверсійно-розвідувальної служби (англ. Special Operations Executive, SOE) та ще троє жінок відправляються на завдання з порятунку британського геолога, який потрапив до рук німців, у ході розвідувальних робіт для висадки союзницьких сил на березі Нормандії.

## Сюжет
За словами режисера Жана-Поля Саломе, ідея фільму виникла у нього після прочитання в газеті Таймс некрологу Ліз Віламьор — агентки SOE, яка пізніше стала прототипом образу головної героїні фільму Луїзи Дефонтен.
Фільм починається з показу підбору світлин, присвячених участі жінок у Другій світовій війні. Луїза Дефонтен (Софі Марсо) агентка британської розвідки повертається в Британію, після екзекуції свого чоловіка. Тут вона зустрічає свого брата П'єра (Жюльєн Буазельєр), що теж працює на розвідку, і разом з ним отримує завдання зібрати групу з чотирьох жінок під кодовою назвою «Фенікс» для проведення операції з визволення британського геолога, що досліджував нормандський берег для висадки союзницьких військ, та потрапив до німецького шпиталю.
Під виглядом медсестри та танцівниць з кабаре, що приїхали розважати німецьких солдатів, Луїза (Софі Марсо), Сьюзі (Марі Жиллен), Жанна (Жулі Депардьє), Гель (Дебора Франсуа) та П'єр пробираються в шпиталь. Але геолога вже допитує німецький офіцер Хайндріх (Моріц Бляйбтрой). І хоча агенткам вдається вивезти геолога та відправити його в Британію, їх відправляють в Париж для того, щоб вбити Хайндріха, який може доповісти німецькому фельдмаршалу Роммелю про плани висадки союзників. В Парижі вони зустрічають ще одну жінку з групи, радистку Марію (Майя Санса). Але через те, що місцеві німецькі служби вже мають інформацію про групу «Фенікс», деякі члени угруповання потрапляють в полон, і ризикують зірвати всю операцію. Ціною неймовірних зусиль та людських життів, все-таки, вдається виконати операцію, але зрештою до кінця війни доживає лишень один учасник групи.

## Зйомки
Для режисера Жана-Поля Саломе принциповим було знімати в автентичному середовищі.
| «Коли Спілберг вирішив відтворити Париж 70-х років в Будапешті, для Мюнхену це прокатило, але ми французи, йому не повірили. Я думаю, що таке можна пробачити Спілбергу, але, особисто я, так не можу ... Разом з прдюсером Еріком ми вирішили віднайти справжні місця тих часів». |  — Жан-Поль Саломе.
Багато паризьких сцен було знято на вулиці Ріволі та площі Конкорд, що знаходяться в центрі Парижа, які спеціально прикрасили нацистською символікою. Для реконструкції обстановки тих часів до роботи був залучений історик Олів'є Вєвйорка. Сцени в Паризькому метро на станції метро «Конкорд» знімали на, колись покинутій, станції Porte des Lilas-Cinema, яка пізніше була переобладнана в кіностудію. Також яскравим зразком оздоблення епохи стала паризька квартира колабораціоніста Едді. Ще одна сцена з фільму знята в виставковій залі Палеонтологічного музею. А от сцени з допитами та тортурами були зняті в студії.

## Акторський склад
В головних ролях:
- Софі Марсо — Луїза Дефонтен, голова групи,
- Жулі Депардьє — Жанна, колишня повія,
- Марі Жиллен — Сьюзі, колишня коханка Хайндріха,
- Дебора Франсуа — Гель, спеціаліст з вибухівки,
- Моріц Бляйбтрой — німецький офіцер Хайндріх,
- Майя Санса — Марія, італійська єврейка, радистка,
- Жульєн Буазельєр — П'єр, брат Луїзи,
- Вінсен Ротьєр — Едді, колабораціоніст.

Головна героїня фільму, Софі Марсо вже мала досвід роботи з режисером Жаном-Полем Саломе в його кінороботі «Бельфеґор — луврський привид», де теж зіграла головну роль. Роль Сьюзі, однієї з учасниць групи, спочатку грала Лаура Смет, але через депресію, актрису замінила Марі Жилєн. Головні ролі також були запропоновані актрисам Еві Грін та Мелоні Лорен.
Образ німецького офіцера Хайндріха став спробою режисера побороти стереотип, створений пропагандою, про арійську зовнішність німецьких офіцерів: біле волосся та бакитні очі. Осучаснений образ Хайндріха має темне волосся та очі, а також, не зважаючи на жорстокість, проявлену в певних епізодах не є позбавленим почуття гуманності. Тому на цю роль було обрано австрійського актора Моріца Бляйбтроя.

## Історична основа
В 1940 році в Британії створюється організація SOE, мета якої була підготувати кадри для руху опору в окупованих країнах. Французьке відділення цієї організації мало два підрозділи, один з яких підпорядковувався де Голлю і інший, який підпорядковувався Черчілю. У складі SOE працювало багато жінок, серед них зокрема Ліз де Байзак (після одруження Віламьор) разом з братом Клодом. Вони брали участь у операціях на території Франції з підготовки до висадки союзницьких військ.
Також у фільмі згадується про плавучі платформи Фенікс — це бетонні конструкції, що використовувались для спорудження штучної гавані (Mulberry harbour) для вивантаження техніки з кораблів під час операції з висадки військ на Нормандському узбережжі.